# Welterbe in Tadschikistan

Zum Welterbe in Tadschikistan gehören (Stand 2025) fünf UNESCO-Welterbestätten, darunter drei Stätten des Weltkulturerbes und zwei Stätten des Weltnaturerbes. Tadschikistan ist der Welterbekonvention 1992 beigetreten, die erste Welterbestätte wurde 2010 in die Welterbeliste aufgenommen. Die bislang letzte Welterbestätte wurde 2025 eingetragen.

## Welterbestätten
Die folgende Tabelle listet die UNESCO-Welterbestätten in Tadschikistan in chronologischer Reihenfolge nach dem Jahr ihrer Aufnahme in die Welterbeliste (K – Kulturerbe, N – Naturerbe, K/N – gemischt, (G) – auf der Liste des gefährdeten Welterbes).
| Bild                                           | Bezeichnung                                       | Jahr | Typ | Ref. | Beschreibung |
| ---------------------------------------------- | ------------------------------------------------- | ---- | --- | ---- | --- |
| (weitere Bilder)                               | Proto-urbane Stätte von Sarasm (Lage)             | 2010 | K   | 1141 | Erfüllte Kriterien für Weltkulturerbe: ii., iii. |
| (weitere Bilder)                               | Tadschikischer Nationalpark (Pamirgebirge) (Lage) | 2013 | N   | 1252 | Nationalpark im Pamirgebirge Erfüllte Kriterien für Weltnaturerbe: vii., viii. |
| Seidenstraßen: Zarafshan-Karakum-Korridor      | Seidenstraßen: Zarafshan-Karakum-Korridor         | 2023 | K   | 1675 | umfasst 9 einzelne Stätten in Tadschikistan, weitere in Turkmenistan und Usbekistan. Im Einzelnen handelt es sich dabei um die antiken Stadt Pandschakent, Burg auf dem Berg Mugh, Kum Siedlung, Khisorak Siedlung, Gardani Khisor Siedlung, Festung Tali Khamtuda, Mausoleum des Khoja Mukhammad Bashoro, Toksankoriz bewässerungssystem und Sanjarshakh Siedlung Erfüllte Kriterien für Weltkulturerbe: ii., iii., v. |
| Tugay-Wälder des Tigrowaja-Balka-Naturreservat | Tugay-Wälder des Tigrowaja-Balka-Naturreservat    | 2023 | N   | 1685 | Naturreservat, das durch die dortigen Tugai-Wälder geprägt ist. Erfülltes Kriterium für Weltnaturerbe: ix. |
| Kulturerbestätten des alten Khuttal            | Kulturerbestätten des alten Khuttal               | 2025 | K   | 1627 | Bestehend aus 11 Einzelstätten des Königreichs Khuttal. Erfüllte Kriterien für Weltkulturerbe: ii., iii. |

## Tentativliste
In der Tentativliste sind die Stätten eingetragen, die für eine Nominierung zur Aufnahme in die Welterbeliste vorgesehen sind. Mit Stand 2025 sind 15 Stätten in der Tentativliste von Tadschikistan eingetragen, die letzte Eintragung erfolgte im Juli 2023.
Die folgende Tabelle listet die Stätten in chronologischer Reihenfolge nach dem Jahr ihrer Aufnahme in die Tentativliste.
| Bild                                           | Bezeichnung                                    | Jahr | Typ | Ref. | Beschreibung |
| ---------------------------------------------- | ---------------------------------------------- | ---- | --- | ---- | --- |
|                                                | Mausoleum des Emir Khamza Khasti Podshoh       | 1999 | K   | 1378 | Ebenfalls Teil der Nominierung von 2023 (#6666). |
| Fund aus Tacht-i Sangin (weitere Bilder)       | Stätte der antiken Stadt Tacht-i Sangin (Lage) | 1999 | K   | 1379 | archäologische Fundstätte im Süden Tadschikistans an der Grenze zu Afghanistan mit einer Befestigungsanlage und dem Oxos-Tempel. Die Anlage aus dem 3. Jahrhundert v. Chr. weist architektonische, kulturelle und religiöse Charakteristika des Achämenidenreichs und des Griechisch-Baktrischen Königreichs auf.                                                                                   |
|                                                | Stätte der antiken Stadt Baitudasht IV         | 1999 | K   | 1380 | |
|                                                | Mausoleum des Hodscha Mashkhad                 | 1999 | K   | 1381 | |
| (weitere Bilder)                               | Buddhistisches Kloster Adschina-Teppa (Lage)   | 1999 | K   | 1382 | buddhistische Klosterstätte aus dem 7. und 8. Jahrhundert im Süden Tadschikistans. Bereits Teil der Welterbestätte von 2025. |
|                                                | Mausoleum des "Hodscha Nashron"                | 1999 | K   | 1384 | |
|                                                | Die Stätte der antiken Stadt Pyanjekent        | 1999 | K   | 1385 | Bereits Teil der Welterbestätte von 2023. |
|                                                | Mausoleum des Mukhammad Bashoro                | 1999 | K   | 1386 | Bereits Teil der Welterbestätte von 2023. |
| Stätte der antiken Stadt Shahristan (Kahkakha) | Stätte der antiken Stadt Shahristan (Kahkakha) | 1999 | K   | 1387 | |
| (weitere Bilder)                               | Fan-Gebirge                                    | 2006 | N   | 2107 | |
|                                                | Zakaznik Kusavlisay                            | 2006 | N   | 2109 | |
|                                                | Dashti-Djum-Naturreservat                      | 2006 | N   | 2110 | |
| BW                                             | Zorkul-Naturreservat (Lage)                    | 2006 | N   | 2111 | Naturschutzgebiet am Zorkulsee |
| Festung von Hissor                             | Stätten der Seidenstraße in Tadschikistan      | 2013 | K   | 5790 | umfasst 8 Stätten der Seidenstraße in Tadschikistan, darunter einige 1999 als einzelne Stätten eingereichte Vorschläge. Im Einzelnen handelt es sich dabei um die antiken Städte Pandschakent, Bundschikat, Tacht-i Sangin und Hulbuk (Bereits Teil der Welterbestätte von 2025), die Festungen von Hissor und Yamtuch, das buddhistische Kloster Adschina-Teppa und die Madrasa Chodscha Maschhad. |
| Seidenstraße: Fergana-Syrdarya Korridor        | Seidenstraße: Fergana-Syrdarya Korridor        | 2023 | K   | 6666 | umfasst 7 Stätten an dem durch Tadschikistan verlaufenden Abschnitt der Seidenstraße. Teilweise bereits in der Welterbestätte von 2023 aufgegangen. |